# Ковтунівка (селище)
Ковтунівка — селище в Україні, у Золотоніському районі Черкаської області. Входить до складу Гельмязівської сільської громади. Населення — 133 чоловіка.

## Історія
Селище Ковтунівка виникло як хутір приблизно в середині ХІХ ст., воно вперше згадується в історичних джерелах 1856 р.
Перед селянською реформою в Ковтунівцях налічувалося 26 господарств і 122 мешканці, які працювали на поміщика Вишневецького. За переписом 1910 р. на хуторі Шандрипин-Ковтун Гельмязівської волості налічувалося 36 господарств, з них 2 козацькі, 32 селянські і 2 привілейованих, налічувалося 211 мешканців. Переважна більшість хуторян була неписменною. За переказами, духовним наставником у селі був місцевий священик Іоан (Григорович). Його донька Пелагея навчала тамтешню дітвору грамоті.